# فيكتور بارويتو
فيكتور بارويتو (ولد في 1 يوليو 1953 في مدريد) هو اقتصادي وسياسي تشيلي. وكان نائبا للجمهورية عن المقاطعة رقم 43 لمدة أربع فترات متتالية بين عامي 1990 و2006. شغل في وقت لاحق منصب عمدة منطقة العاصمة سانتياغو في ظل حكومة ميشيل باشيليت الأولى بين عامي 2006 و2007. وكان في السابق رئيس مجلس النواب من 2000 إلى 2001.
وهو ابن شقيق إدغاردو بارويتو ريفز الذي توفي في عام 2005.

## العمل البرلماني
برعاية الفواتير التالية:
- عدل قانون العقوبات وقانون القضاء العسكري وألغي قواعد الازدراء.
- التصريح بإقامة نصب تذكاري اعترافًا بالإعلان العالمي لحقوق الإنسان وتكريمًا له.
- التصريح بإقامة نصب تذكاري في مدينة سانتياغو تخليداً لذكرى رئيس الجمهورية السابق ، كارلوس إيبانيز ديل كامبو.
- ينص على عقوبة تبعية لإلغاء رخصة القيادة لمن يشربون المشروبات الكحولية ويقودون المركبات ، ويضع الملصقات الإلزامية لحاويات المشروبات الكحولية.
- يعدل القانون رقم 18469 ، من أجل إلغاء التحقق من الضمان في الرعاية الصحية.

## التاريخ الانتخابي

### الانتخابات النيابية 1989
- 1989 الانتخابات البرلمانية للنواب عن الدائرة 43 ( تالكاهوانو ) [2]

| مرشح                          | الائتلاف                         | الحزب           | الأصوات | ٪     | حصيلة |
| ----------------------------- | -------------------------------- | --------------- | ------- | ----- | ----- |
| فيكتور بارويتو جيمي           | تحالف الأحزاب من أجل الديمقراطية | PPD             | 41 356  | 34.27 | نائب  |
| خورخي أولوا أغيلون            | الديمقراطية والتقدم              | UDI             | 17 401  | 14.42 | نائب  |
| فرناندو كاراسكو هيريرا        | الديمقراطية والتقدم              | RN              | 16 820  | 13.94 |       |
| خواكين موراليس أبرزا          | تحالف الأحزاب من أجل الديمقراطية | العلاقات العامة | 14 244  | 11.80 |       |
| فرناندو أنتيناو جلفس          | وحدة الديمقراطية                 | بلد             | 12 258  | 10.16 |       |
| فرناندو سانتياغو أغورتو كامبو | وحدة الديمقراطية                 | مستقل           | 11 688  | 9.69  |       |
| كلاوديو سيبالوس سانهوزا       | تحالف الوسط                      | AN              | 6 904   | 5.72  |       |

### 1993 الانتخابات النيابية
- 1993 الانتخابات البرلمانية لنواب الدائرة 43 ( تالكاهوانو ) [3]

| مرشح                   | الائتلاف                         | الحزب   | الأصوات | ٪     | حصيلة |
| ---------------------- | -------------------------------- | ------- | ------- | ----- | ----- |
| خورخي أولوا أغيلون     | الاتحاد من أجل التقدم في شيلي    | UDI     | 33 558  | 27.96 | نائب  |
| فيكتور جيمي بارويتو    | تحالف الأحزاب من أجل الديمقراطية | PPD     | 30 361  | 25.30 | نائب  |
| كلاوديو هيبي جارسيا    | تحالف الأحزاب من أجل الديمقراطية | العاصمة | 29 298  | 24.41 |       |
| خوان زوتشيل ماتامالا   | البديل اليساري الديمقراطي        | كمبيوتر | 16 120  | 13.43 |       |
| إدواردو ريوس أرياس     | الاتحاد من أجل التقدم في شيلي    | مستقل   | 5 118   | 4.26  |       |
| جيراردو إسبينوزا كاريو | البديل اليساري الديمقراطي        | مستقل   | 4 595   | 3.83  |       |
| رامون اسبينوزا فينشيرا | اليسار الجديد                    | مستقل   | 9 74    | 0.81  |       |

### انتخابات 1997 البرلمانية
- الانتخابات البرلمانية لعام 1997 لنواب الدائرة 43 ( تالكاهوانو ) [4]

| مرشح                         | الائتلاف                         | الحزب   | الأصوات   | ٪     | حصيلة |
| ---------------------------- | -------------------------------- | ------- | --------- | ----- | ----- |
| خورخي أولوا أغيلون           | الاتحاد من أجل تشيلي             | UDI     | 31 373    | 32.94 | نائب  |
| فيكتور جيمي بارويتو          | تحالف الأحزاب من أجل الديمقراطية | PPD     | 30 842    | 32.38 | نائب  |
| ارييل دوفاو جالفيز           | تحالف الأحزاب من أجل الديمقراطية | العاصمة | 19 793    | 20.78 |       |
| مدينة جوركي دياز             | اليسار                           | كمبيوتر | 7 040     | 7.39  |       |
| جواكولدا فالينزويلا ساندوفال | الاتحاد من أجل تشيلي             | RN      | اثنين 823 | 2.96  |       |
| خيمينا جاريدو أولميدو        | إنساني                           | PH      | اثنين 277 | 2.39  |       |
| دومينغو مونتينوس أوسيس       | اليسار                           | مستقل   | 1 099     | 1.15  |       |

### الانتخابات النيابية لعام 2001
- الانتخابات البرلمانية لعام 2001 لنواب الدائرة 43 ( تالكاهوانو ) [5]

| مرشح                        | الائتلاف                         | الحزب   | الأصوات | ٪     | حصيلة |
| --------------------------- | -------------------------------- | ------- | ------- | ----- | ----- |
| خورخي أولوا أغيلون          | التحالف من أجل شيلي              | UDI     | 38 326  | 37.53 | نائب  |
| فيكتور بارويتو جيمي         | تحالف الأحزاب من أجل الديمقراطية | PPD     | 35 877  | 35.14 | نائب  |
| فرناندو فاريلا كارتر        | تحالف الأحزاب من أجل الديمقراطية | مستقل   | 16 786  | 16.44 |       |
| أليخاندرو سيبولفيدا كاراسكو | الحزب الشيوعي                    | كمبيوتر | 5 745   | 5.63  |       |
| عمر Sanhueza González       | التحالف من أجل شيلي              | RN      | 5 374   | 5.26  |       |

### الانتخابات النيابية 2013
- الانتخابات البرلمانية عام 2013 ، إلى نائب عن منطقة 24 ( لا رينا و Peñalolén ) [6]

| مرشح                          | الائتلاف                   | الحزب | الأصوات     | ٪     | حصيلة |
| ----------------------------- | -------------------------- | ----- | ----------- | ----- | ----- |
| خايمي بيلوسكي جرين            | أغلبية جديدة               | PDC   | 26 939      | 20.7  | نائب  |
| فيكتور جيمي بارويتو           | أغلبية جديدة               | PPD   | 26 071      | 20.03 |       |
| خوسيه أنطونيو كاست ريست       | تحالف                      | UDI   | 24 313      | 18.68 | نائب  |
| كاتالينا من ريال ميهوفيلوفيتش | تحالف                      | RN    | 22 988      | 17.66 |       |
| راؤول الاركون روخاس           | الحزب الانساني             | PH    | أحد عشر 588 | 8.90  |       |
| كلاوديو فينيغاس روخاس         | إذا أردت ، تتغير تشيلي     | طليعة | 7722        | 5.93  |       |
| فيرجينيا تورو سيبيدا          | دستور جديد لشيلي           | نفس   | 3324        | 2.55  |       |
| إدواردو جيسين أمتمان          | الحزب الانساني             | PH    | 2841        | 2.18  |       |
| جونزالو جاشوت هيرنانديز       | إذا كنت تريد ، تتغير تشيلي | طليعة | 2667        | 2.04  |       |
| أنطونيو رييس جواستا           | دستور جديد لشيلي           | نفس   | 1683        | 1.29  |       |